# Сімпсони у кіно
«Сімпсони у кіно» (англ. The Simpsons Movie) — американський комедійний мультфільм, створений студією Gracie Films на основі мультсеріалу «Сімпсони» для кінокомпанії 20th Century Fox. Сценарій стрічки написали сценаристи телесеріалу. У США фільм вийшов на екрани 27 липня 2007 року, а в Україні — 16 серпня 2007 року.

## Виробництво
Повнометражна версія популярного комедійного мультфільму задумувалася творцями серіалу ще на початку 4-го сезону — та реалізація задуму почалася лише у 2001: бракувало часу й фахівців, оскільки поточне виробництво серій продовжувалося та важко було додатково задіяти й акторів, і аніматорів, на виробництво фільму. Задумом автора серіалу Ґрейнінґа було зробити повнометражний мультфільм набагато краще й ефектніше ніж серіал. Існувало декілька варіантів сюжету — та сюжетні лінії неодноразово перероблялися і змінювалися, навіть після початку виробництва: зі змінами у сценарії великі частини готового фільму вирізувалися і сам сюжет змінювався близько ста разів. Сценаристи розділялися на команди та працювали над окремими сюжетними частинами — а згодом уже разом удосконалювали весь сценарій.
Спочатку вихід фільму планувався по закінченні серіалу, але рейтинг телевізійної версії ще довго тримався високо — і було вирішено випустити фільм у прокат улітку 2006. Одначе через нестачу сценаристів фільм було відкладено й остаточною датою виходу на екрани в США стало 27 липня 2007. Деталі сюжету були засекречені аж до виходу фільму на екрани: в основу сценарію покладено реальний випадок, коли мешканці одного з міст США не знали, що робити зі свинячим гноєм.
Прем'єра фільму відбулася в справжньому місті Спрингфілд, штату Вермонт. В Україні фільм вийшов на екрани 16 серпня 2007 р. Прокат здійснює компанія «Геміні». Дубляж стрічки українською мовою виконували актори, які вже працювали над українською версією серіалу для каналу «М1».

## У ролях

### Постійні актори
- Ден Кастелланета …… Гомер Сімпсон, «дідусь» Абрахам Сімпсон, Клоун Красті, Барні Гамбл, Завгосп Віллі
- Джулія Кавнер …… Мардж Сімпсон, Патті та Сельма Був'є
- Ненсі Картрайт …… Барт Сімпсон, Нельсон Манц, Ральф Віггам, Тод Фландерс
- Ярдлі Сміт …… Ліса Сімпсон
- Генк Азарія …… Мо Сизляк, Апу Нахасапімапетілон, Кленсі Віггам
- Гаррі Шірер …… Монтгомері Бернс, Нед Фландерс, Вейлон Смізерс, Сеймур Скіннер, Отець Лавджой, Кент Брокман
- Марсія Воллес …… Една Крабапель
- Памела Гейден …… Мілгаус ван Гутен, Род Фландерс

### Запрошені актори
- Келсі Греммер …… Другий Номер Боб
- Джо Мантенья …… Жирний Тоні
- Ерін Брокович …… у ролі самої себе
- Том Генкс …… у ролі самого себе
- Альберт Брукс …… Расс Каргіл
- Green Day …… у ролі себе самих
- Айла Фішер ……

## Сюжет
За визнанням критиків основною темою сюжету є пародія на екологічні теорії та релігію. Так Ліза читає лекції з екології під назвою «Роздратовуюча правда», а Гомер в момент кризи відкриває Біблію і проголошує «У цій книзі нема відповідей!» Основним підтекстом сюжету є також твердження, що чоловік мусить слухати свою дружину, оскільки усі нещастя з Гомером сталися, коли він не слухав Мардж.
У Спрингфілд приїхав рок-гурт Green Day з концертом. Після виступу соліст гурту Біллі Джо Армстронг заявив, що хоче поговорити про довкілля, — але всі присутні на концерті почали кидати у них сміття, чим забруднили Спрингфілдське озеро. Унаслідок забруднення озера почала плавитися баржа: весь гурт загинув, впавши у забруднене озеро. Під час похорону Green Day у церкві з дідусем Сімпсоном стався припадок, під час якого він виголосив знаменування, що в Спрингфілді має статися велике лихо. Мардж Сімпсон записавши промову Абрахама Сімпсона намагається зрозуміти, яке саме лихо очікує місто. Тим часом Гомер рятує від смерті в ресторані порося і бере його собі як домашню тварину та називає його Свин-павук (у майбутньому Гаррі Хроттер). Порося настільки подобається Гомеру, що він проводить більшість часу з ним і цілком ігнорує Барта, який через це зближується з Недом Фландерсом. Ліза познайомилася з ірландським хлопцем Коліном, який теж стурбований станом довкілля — і вони разом намагаються переконати мешканців міста вичистити Спрингфілдське озеро, екологічний рівень якого знаходиться на катастрофічному рівні. Тим часом Гомер збудував силосний елеватор для гною, який його порося (разом з ним) заповнило лише за два дні. Мардж вимагає, щоб Гомер вичистив елеватор і він крадькома викидає його в Спрингфілдське озеро. Це призводить до екологічної катастрофи і Державна екологічна служба на чолі з Рассом Каргілом отримує санкцію від президента Шварценеггера ізолювати Спрингфілд під скляним куполом. Розлючений натовп ледве не вбиває Гомера і його сім'ю, яким дивом удається втекти. Вибравшись зі Спрингфілду, сім'я прямує до Аляски, де починає нове життя. Раптом по телебаченню уряд рекламує каньйон на місці Спрингфілда, і вони розуміють, що місто збираються знищити. Мардж і діти поспішають врятувати місто і його мешканців, однак Гомер відмовляється. Залишившись наодинці, він нарешті розуміє, що його власне щастя може здійснитися тільки тоді, коли щасливі інші. Гомер повертається у Спрингфілд і рятує місто від руйнування. За це йому пробачає Мардж, діти і інші мешканці міста.

## Відгуки критиків

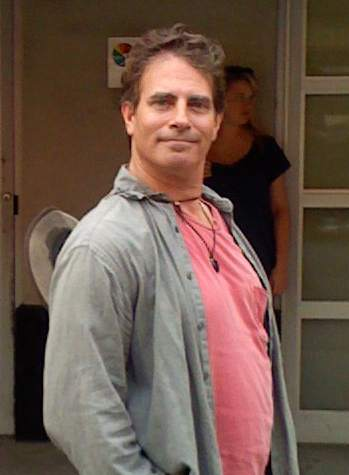
Режисер «Сімпсонів»
Девід Сільвермен

Майже одноголосно критики в США відмічають високий рівень фільму. Провідні критики, газети та інтернетні сайти підкреслюють дотепний гумор фільму і влучну пародію на суспільні проблеми у сучасних Сполучених Штатах. На думку критиків фільм продовжує традицію саркастичної пародії на американське суспільство, яка здобула популярності серіалу на телебаченні. В той самий час авторам фільму вдалося виправдати сподівання американської аудиторії та зробити фільм на якісно новому рівні ніж серіал, хоча в ньому присутні ті ж теми та суспільні проблеми що і в телевізійній версії.
Інші критики відмічають надмірну концентрацію авторів на основних героях і недостатню увагу іншим відомим персонажам. Зокрема дуже багато уваги було надано Гомеру Сімпсону і його пригодам, що відвернуло увагу від інших мешканців Спрингфілда, які іноді такі ж популярні, як і головний герой. Також на думку деяких, фільм не розкрив нічого нового і здебільшого базувався на ідеях вже відомого серіалу.
Фільм виявився дуже популярним серед американської аудиторії. Тільки в день прем'єри прибутки від фільму сягнули 29,1 мільйона доларів — один з найкращих показників для мультфільмів в США. За кордоном фільм теж був дуже популярним, отримавши 96 мільйонів дол. прибутку менш ніж за тиждень, зокрема 27,8 мільйона тільки у Великій Британії.

## Касові збори
Під час показу в Україні, що розпочався 16 серпня 2007 року, протягом перших вихідних фільм демонстрували на 70 екранах, що дозволило йому зібрати $302,842 і посісти 2 місце в кінопрокаті того тижня. Фільм опустився на четверту сходинку українського кінопрокату наступного тижня, адже демонструвався вже на 69 екранах і зібрав за ті вихідні ще $89,552. Загалом фільм в кінопрокаті України пробув 6 тижнів і зібрав $607,329, посівши 27 місце серед найкасовіших фільмів 2007 року.

## Український дубляж
| Персонаж(і)                                           | Український актор  |
| ----------------------------------------------------- | ------------------ |
| Гомер Сімпсон                                         | Микола Луценко     |
| Барт Сімпсон                                          | Ганна Левченко     |
| Ліса Сімпсон                                          | Катерина Качан     |
| Мардж Сімпсон                                         | Ірина Дорошенко    |
| Мо Сизляк/Клітус Спаклер/Кент Брокман/Абрахам Сімпсон | Юрій Коваленко     |
| Нед Фландерс                                          | Дмитро Завадський  |
| Рас Каргілл                                           | Микола Боклан      |
| Апу Нахасапімапетілон                                 | Єгор Олєсов        |
| Сверблячка/Агнес Скіннер                              | Світлана Марченко  |
| Панікер/Лу/Тревіс Баркер/Тре Кул/Барні Гамбл          | Іван Марченко      |
| Третій Номер Мел/Ленні Леонард/Том Генкс              | Олег Лепенець      |
| Тодд/Стара                                            | Вікторія Топчій    |
| Ральф Віггам                                          | Дмитро Сова        |
| Гелен Лавджой                                         | Ірина Туловська    |
| Отець Лавджой/Арнольд Шварценеггер                    | Євген Сінчуков     |
| Клоун Красті/Мер Квімбі/Жирний Тоні/Монтгомері Бернс  | Валерій Лєгін      |
| Турист/Нельсон Манц/Хлопчик                           | Володимир Канівець |
| Знахарка                                              | Наталя Надірадзе   |
| Мілгаус ван Гутен/Чух/Кукі Кван/Род                   | Ганна Розіна       |
| Шеф поліції Віггам/Джміль                             | Борис Книженко     |
| Солдат/Доктор Гібберт/Помічник                        | В'ячеслав Дудко    |
| Отто Манн/Робот                                       | Максим Пономарчук  |
| Біллі Джо Армстронг/Професор Фрінк                    | Іван Розін         |
| Торговець                                             | Володимир Осадчий  |

Хор «Сімпсони» на початку, пісні «Гімн Спрингфілда» та «Свин-павук» виконує ансамбль «Мрія». Керівник — Віктор Ретвицький.

Також Дмитро Гарбуз.

### Інформація про український дубляж
Фільм дубльовано студіями «Постмодерн» (Україна) і «Central Production International Group» (Росія) на замовлення компанії «Геміні» у 2007 році.
- Режисер дубляжу — Іван Марченко
- Перекладач — Федір Сидорук
- Звукорежисер та звукомонтажер — Максим Пономарчук
- Звукорежисер перезапису — Анатолій Бєлозьоров
- Менеджерка проєкту — Ірина Туловська
- Керівник проєкту — Девід Шуфутинський
- Диктор — Андрій Середа

## Виноски
1. ↑  Автор оригінальної теми мультсеріалу «Сімпсони» - Денні Ельфман